# 基恩附近贝谢巴赫
基恩附近贝谢巴赫是德国莱茵兰-普法尔茨州的一个市镇。总面积8.41平方公里，总人口404人，其中男性209人，女性195人（2011年12月31日），人口密度48人/平方公里。